# Еніон
Еніони — гіпотетичні квазічастинки в двовимірних системах, що мають незвичайні перестановочні властивості. Перестановка двох еніонів призводить до зміни фази хвильової функції на будь-яке значення. Звідси назва — англійською мовою any означає будь-який. Глобальна зміна фази хвильової функції не впливає на середні значення спостережуваних величин. 
Теоретично еніони можуть бути абелевими і неабелевими, тобто комутативними або некомутативними. Вони задовольняють статистику, що неперервно змінюєтьмя між статистикою Фермі-Дірака та статистикою Бозе-Ейнштейна, як вперше показали 1977 року  Йон Магне Лейнас та Ян Мюргейм з університету Осло. Назву еніон запропонував Френк Вільчек. 
Для двох квазічастинок результат перестановки означає:
{\displaystyle \left|\psi _{1}\psi _{2}\right\rangle =e^{i\,\theta }\left|\psi _{2}\psi _{1}\right\rangle \,,}
де θ — дійсне число.

## Виноски
1. ↑  Leinaas, J.M.; J. Myrheim (11 січня 1977). On the theory of identical particles. Il Nuovo Cimento B. 37 (1): 1—23. Bibcode:1977NCimB..37....1L. doi:10.1007/BF02727953.
2. ↑  Wilczek, Frank (4 жовтня 1982). Quantum Mechanics of Fractional-Spin Particles. Physical Review Letters. 49 (14): 957—959. Bibcode:1982PhRvL..49..957W. doi:10.1103/PhysRevLett.49.957.